# Бенедикт Нурсійський
Бенедикт Нурсійський або Бенедикт з Нурсії (італ. Benedetto da Norcia, бл. 480, Норчія — 21 березня 547, Монте Кассіно) — реформатор західного чернецтва і засновник ордену бенедиктинців.
Бенедикт був канонізований Католицькою церквою і визнаний святим у 1220 році та вважається головним святим покровителем Європи.

## Родовід
- Аніцій Євпропій та його дружина Клавдія Абондантія Регуардаті, Батьки Святого Бенедикта і Святої Схоластики
  -  Святий Бенедикт
  -  Свята Схоластика

## Біографія
Окрім короткого вірша, що приписується Марку з Монте-Кассіно, єдиний стародавній звіт про Бенедикта міститься у другому томі «Діалогів» папи Григорія І з чотирьох книг, який, як вважається, був написаний у 593 р., хоча справжність цієї роботи було поставлено під сумнів.
Народився у шляхетній родині в місті Нурсія (сучасна Норчія) в Умбрії близько 480 року. Навчався у Римі, але розпусність римського життя не подобалося йому і він подався в гірську місцевість неподалік від міста «Ендіфе», де він жив у печері багато років. Під містом «Ендіфе» згідно традиції вважають місто Аффіле в Лаціо, що знаходиться в 55 км від Риму.
Слава про побожне життя Бенедикта привела до нього кількох прибічників, з якими він заснував 12 маленьких монастирів.
Ворожість місцевого кліру змусила його разом з учнями перебратися південніше, до Монте-Кассіно, де вони заснували новий монастир, для якого Бенедикт склав правила, в яких висловив свої погляди на чернецтво і душу людини. Бенедикт написав монаший статут Бенедиктинського Чину (Статут Бенедикта, лат. Regula Benedicti), у якому, за висловом св. Григорія — «святий муж вчив так, як жив сам».
Бенедикт став першим, хто створив продуману систему правил життя у монастирі. Згідно з ними чернець повинен був зректися самого себе і осягнути Бога, при чому він зобов'язувався не мати майна, вести життя у цноті як дієвий член Товариства любові і послуху.
Згідно Статуту Бенедикта, кожен хто хотів стати монахом мав пройти річний випробувальний термін (новіціат). Монахи давали три обітниці: цноти, бідності та послуху. Монахи мали дотримуватися мовчання, молитися згідно з установленим порядком молитов, читати Святе письмо та Отців церкви, забезпечувати себе за рахунок власної праці. Аскетичні норми встановлені святим Бенедиктом були досить доступними, але одночасно строгими, що й зумовило його популярність. Кожен монах приписувався до певного монастиря, у якому мав жити. Статут Бенедикта Нурсійського впорядкував чернече життя на Заході, виключив з нього анархію та бродяжництво монахів. З плином часу цей устав став головним у католицькому чернецтві.

## Шанування
По смерті Бенедикта папа Григорій І сприяв поширенню бенедиктинського чернецтва в Італії, Галлії і Англії.
Бенедикт був канонізований Католицькою церквою і визнаний святим у 1220 році.
11 липня — День Святого Бенедикта.

## Патрон
- Україна: уся Україна
- Португалія: уся Португалія